# Lejb-Gwardyjski Pułk Jegrów

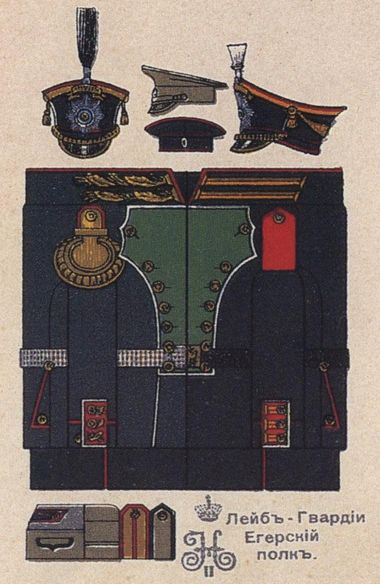
Mundur (1910)

Lejb-Gwardyjski Pułk Jegrów Jego Wysokości (ros. Лейб-гвардии Егерский Его Величества полк) – pułk piechoty okresu Imperium Rosyjskiego, sformowany 9 listopada 1796 roku, rozformowany w 1918 roku.
Święto pułkowe: 17 sierpnia. Dyslokacja w 1914 roku: Petersburg.
Lejb-Gwardyjski Pułk Jegrów brał udział w wojnach napoleońskich, wojnie rosyjsko-tureckiej 1828–1829, w tłumieniu powstania listopadowego (1830–1831), w wojnie rosyjsko-tureckiej 1877–78 i I wojnie światowej (1914–1918).

## Dowódcy pułku

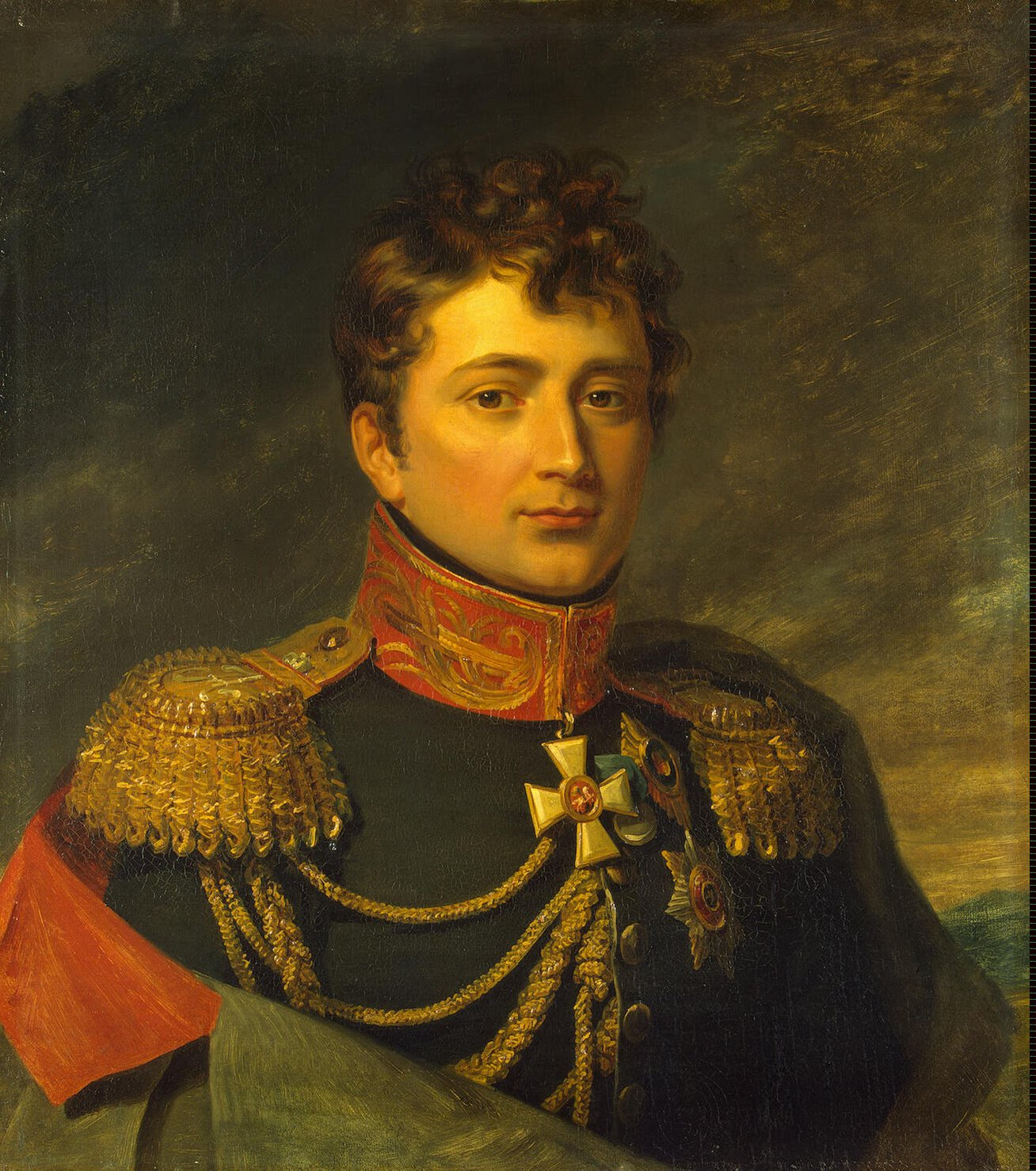
Emmanuel de Saint-Priest (12.06.1806 – 19.11.1809)
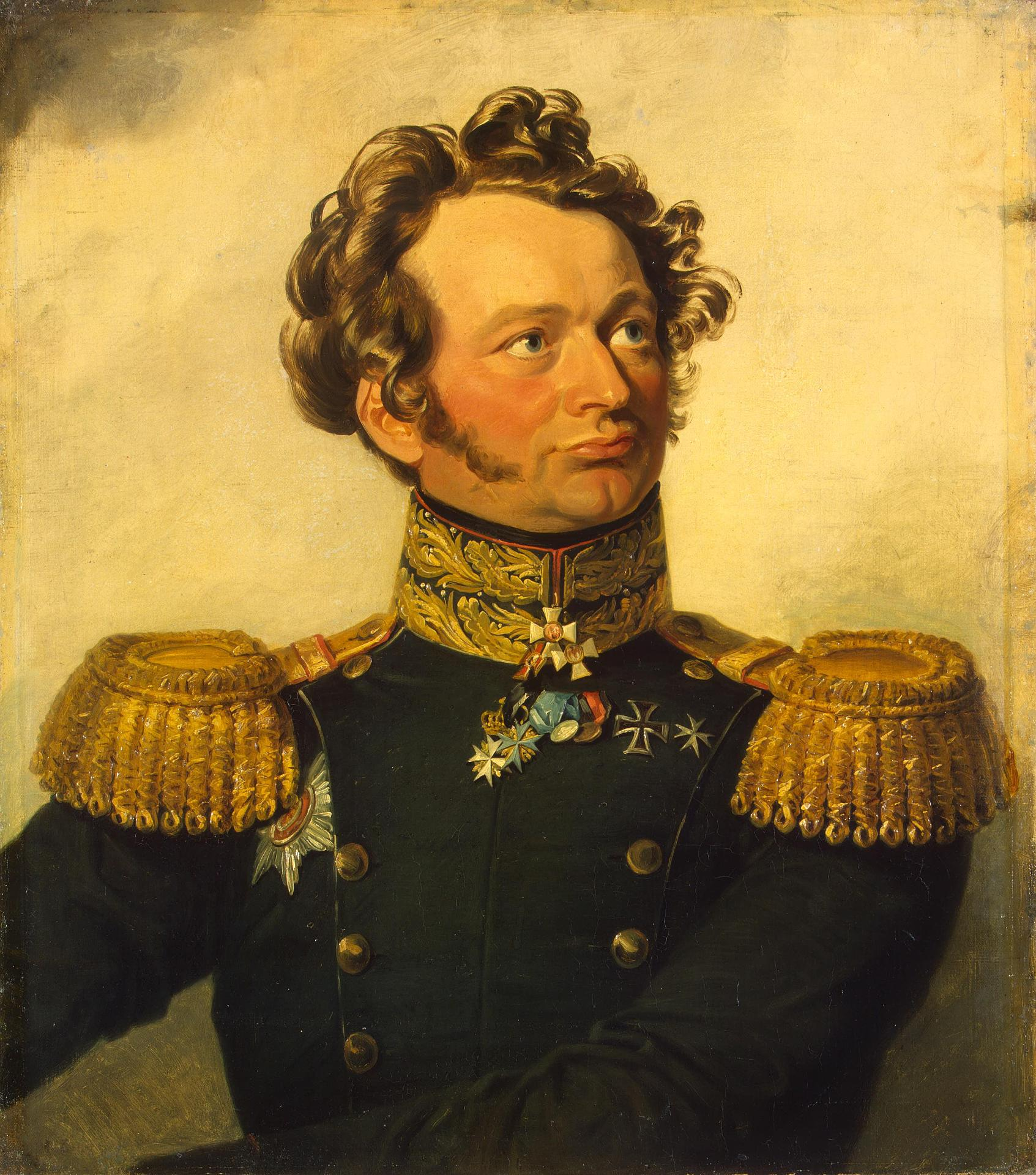
Karl Iwanowicz Bistrom(inne języki) (19.12.1809 – 29.05.1821)
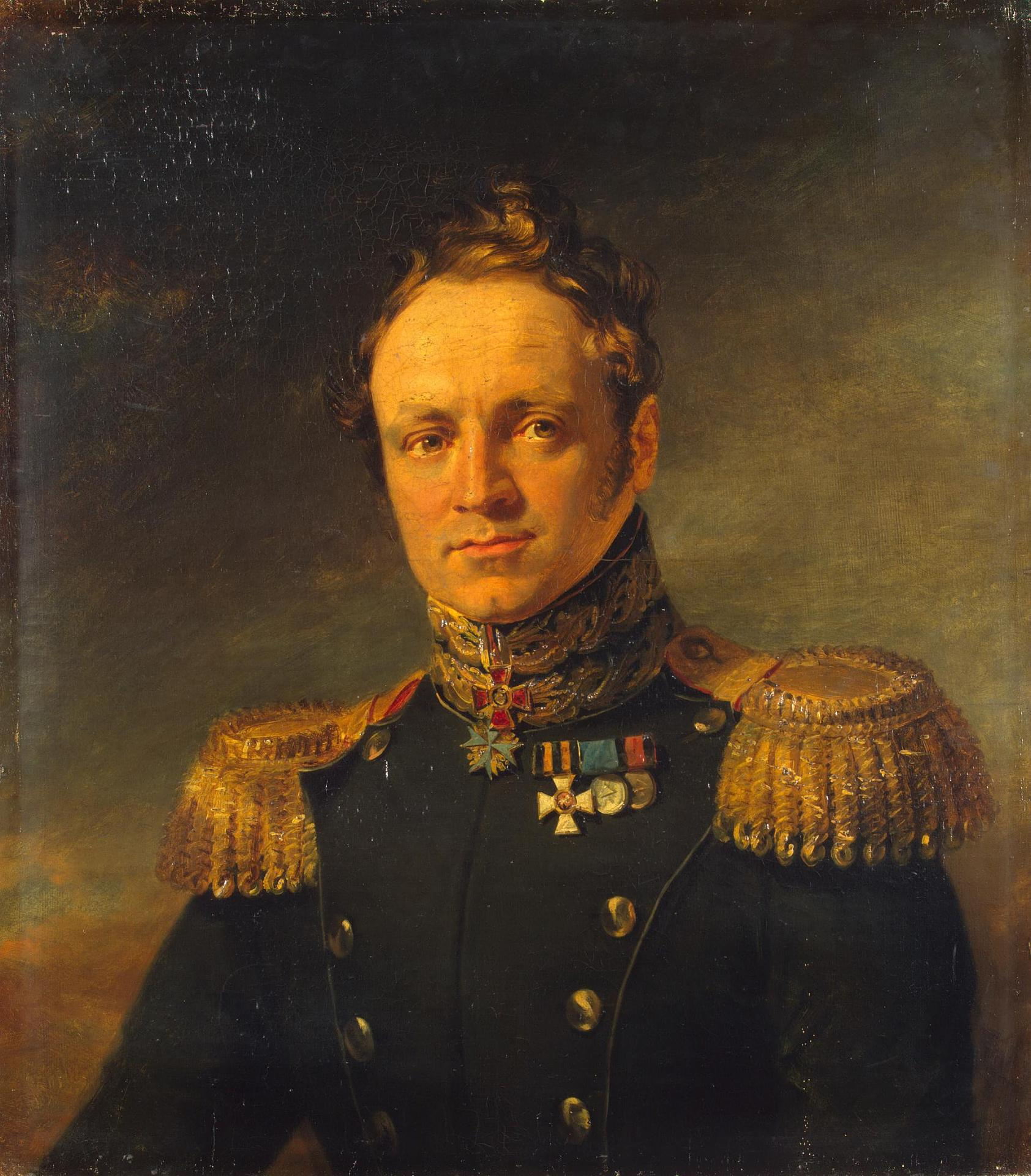
Jewgienij Aleksandrowicz Gołowin (10.08.1821 – 14.03.1825)
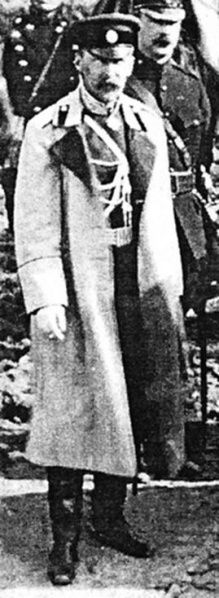
Leonid-Otto Ottowicz Sirelius (3.06.1903 – 18.02.1906)
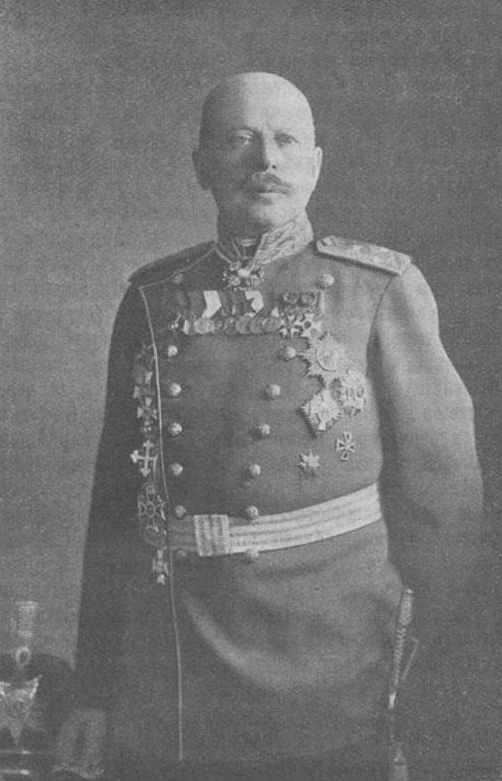
Andriej Medardowicz Zajonczkowski (18.02.1906 – 10.07.1908)
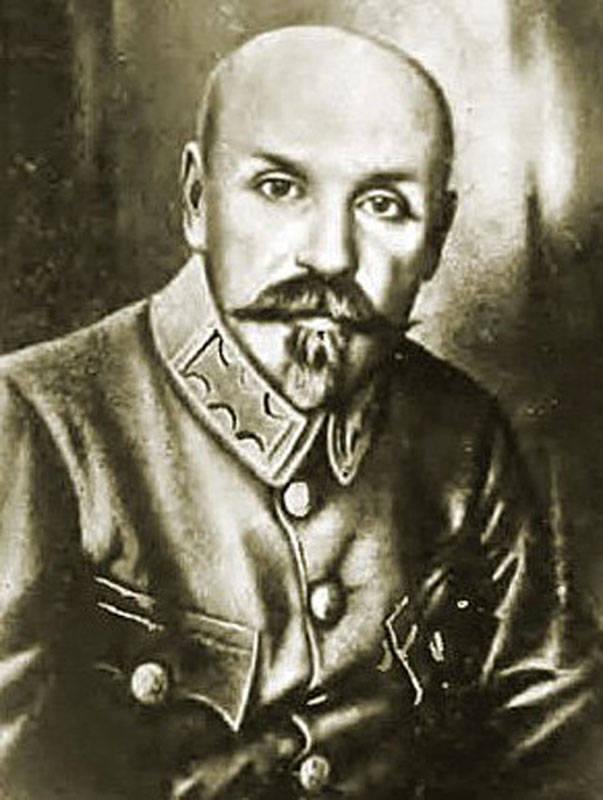
Aleksandr Pietrowicz Griekow (5.04.1917 – 8.09.1917)